# Горный фильм
Горный фильм (нем. Bergfilm, англ. Mountain film) — особый жанр документального и художественного кинематографа, в котором демонстрируется покорение героем или героями фильма горных вершин. Часто действие такого фильма происходит в трудных условиях и связано с преодолением серьёзных препятствий и риском для жизни. Среди искусствоведов нет единодушия в определении хронологических и территориальных рамок, в которых существовал (существует) горный фильм. Одни утверждают, что понятие горный фильм исчерпывается фильмами, снятыми в Германии в 1920-е — 1940-е годы, другие распространяют его на все фильмы, подпадающие под определение жанра, независимо от национальной принадлежности их авторов, времени и места съёмок.

## Горный фильм как жанр в Германии 1920-х — 1940-х годов

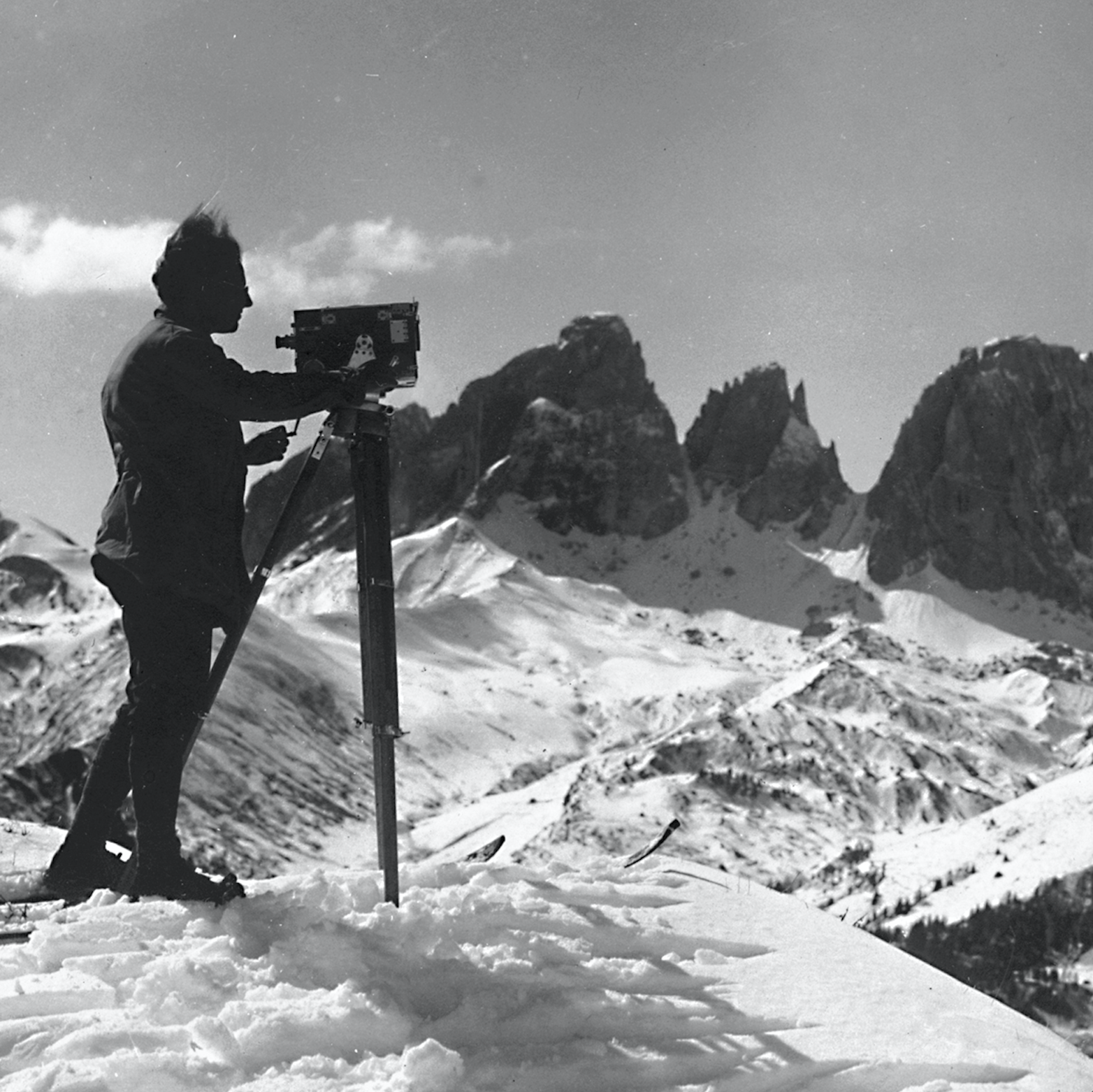
Арнольд Фанк на перевале Селла, предположительно, во время съёмок фильма «Святая гора» в октябре 1925 года.

Преподаватель Гуманитарного института телевидения и радиовещания имени М. А. Литовчина Игорь Беленький в учебном пособии для студентов киновузов связывал горные фильмы исключительно с Германией эпохи Веймарской республики и Третьего рейха и объяснял их появление и широкую популярность у зрителей особенностями общественной ситуации в этой стране после Первой мировой войны. Они служили способом отвлечься от тех тягот, которые наложил на Германию Версальский мирный договор. По утверждению Беленького, горные фильмы были настолько популярны в эпоху Веймарской республики, что породили настоящий психоз на почве посещения гор. Киновед писал: «„Горные“ фильмы существовали только в Германии и не столько потому, что многие немцы как в те годы, так и ныне предпочитают свой досуг проводить в горах, которых в Германии предостаточно, сколько по той причине, что в те трудные времена горы позволяли людям обрести душевное спокойствие. Создателем данного жанра признаётся геолог по образованию, альпинист и режиссёр Арнольд Фанк. Первыми его опытами в данном жанре стали документальные ленты «Чудо горных лыж» (1920), «В борьбе с горами» (1921) и «Охота на лис в Энгадине» (1923). Беленький считал, что в этих фильмах Фанк ограничивался демонстрацией красоты альпинизма и преимуществ отдыха в горах на лыжах. Постепенно вокруг Фанка возникла целая группа кинематографистов, посвятивших созданию горных фильмов значительный период времени своей творческой биографии: оператор Зепп Альгейер, бывший проводник в горах, а позже актёр Луис Тренкер и бывшая танцовщица Лени Рифеншталь. 
Впоследствии Арнольд Фанк перешёл к съёмкам художественных фильмов, но их сюжеты были достаточно искусственными и лишь давали повод зрителям любоваться видами горных склонов, долин, облаков, проплывающих над горами, и ледников. Среди художественных фильмов этого жанра, снятых Фанком: «Священная гора» (1926), «Большой прыжок» (1927), «Белый ад Пиц-Палю» (1929; совместно с Георгом Вильгельмом Пабстом), «Бури над Монбланом» (1930). 
Немецкий психолог и историк Зигфрид Кракауэр в книге «Психологическая история немецкого кино: от Калигари до Гитлера» также считал горный фильм исключительно немецким явлением. Спецификой жанра он считал реалистическое изображение гор. В немецком кино они появлялись и прежде, но играли роль символа. Сюжет в горных фильмах не отвлекал зрителя от восхищения «миром горных высот», хотя большинство немецких фильмов этого же времени снимались в павильонах. Горные пропасти соединялись с острыми конфликтами между героями фильма. Кракауэр указывал на широкую аудиторию горных фильмов, но наиболее востребованными они были, по мнению историка кино, у студенчества, которое практиковало занятия альпинизмом. Кракауэр писал, что подобное увлечение в Германии 1920-х годов не походило на спорт или туризм, скорее это был «культовый ритуал» религиозных фанатиков. С его точки зрения, это отражало «героический идеализм», отсутствие иных, более значительных идеалов у молодого поколения в эпоху Веймарской республики.
Кракауэр устанавливал прямое соответствие между развитием горного фильма и ростом пронацистских тенденций в немецком обществе. Кракауэр писал, что психология героев фильмов Арнольда Фанка, которого он называл «изобретателем» этого жанра, и других режиссёров, творивших в жанре горного фильма, имеет сходство с духом национал-социализма. Массовое увлечение фильмами этого жанра он объяснял ростом иррационализма в общественном сознании и свидетельством духовной незрелости немцев в это время. Фильмы Арнольда Фанка, по мнению Кракауэра, предлагали для немцев в эпоху Веймарской республики одну из четырёх моделей выхода из тяжёлого духовного состояния, которое было связано с поражением Германии в Первой мировой войне.
К горным фильмам других режиссёров Кракауэр отнёс «Голубой свет» (1932) Лени Рифеншталь. Героиню, воплощённую на экране самой Рифеншталь, историк кино называл олицетворением природных сил и писал, что этот образ родственен такому политическому режиму, который держится «на интуитивных прозрениях, обожествлении природы и раздувании мифов». Автором сценария и сорежиссёром горных фильмов стал Луис Тренкер. Он, в частности участвовал в съёмках фильма «Горы в огне» (1931), действие которого происходит в годы Первой мировой войны. Фильм прославляет подвиг солдата, войну и не пытается вскрыть её причины. Однако, примечательным Кракауэр считал обрамление основного военного сюжета двумя эпизодами, отражающими мирное время, — в обоих итальянский и австрийский офицер, являющиеся врагами в боевых действиях, показаны во время дружеской прогулки в горах. Автор книги констатировал неожиданное сочетание милитаризма, национализма и антишовинизма. Объяснением его исследователь считал восприятие авторами войны как «сверхличностного события», которое следует принимать как данность независимо от его моральной оценки. Такое понимание придаёт оттенок трагизма отношениям главных героев картины. Ещё один горный фильм Тренкера — «Мятежник» (1933). Сюжет его вновь был основан на реальном историческом событии — восстании жителей Тироля против власти Наполеона Бонапарта. По мнению Кракауэра, главный герой — студент-немец, вставший во главе восстания, наделён чертами истинного гитлеровца. Очевидным для него было и сходство мятежа с национал-социалистическим движением.
Развивая мысли Кракауэра, Нэнси Ненно писала, что преданность, доверие и самопожертвование — основные принципы альпинизма. Считалось, что этот вид спорта воспитывает в молодых людях уверенность в себе, товарищество и верность Отечеству. Ветеран войны лётчик Эрнст Удет оказывается в горных фильмах «Белый ад Пиц-Палю», «Бури над Монбланом» и «SOS. Айсберг» (1933) рядом с известными спортсменами-альпинистами, такими, как Ханнес Шнайдер. Эффектная съёмка «с высоты птичьего полета служит для преобразования горного пейзажа в суррогатный военный».

## Горный фильм в истории мирового кино
Историк кино Мартин Кепсер писал, что серьёзный вклад Арнольда Фанка может быть причиной того, что горный фильм часто упоминается в справочниках и исследованиях как типичное немецкое явление. На самом же деле, первые известные короткометражные фильмы о горах были сняты американцем Фредериком Берлингтоном и англичанином Фрэнком Ормистон-Смитом в 1901 году. Горные фильмы снимаются вплоть до настоящего времени. Фестивали горного кино проводятся по всему миру: на озере Тегернзе (Международный фестиваль горного кино), в Зальцбурге (Фестиваль горных приключенческих фильмов), в Граце, на курорте Понтрезина (Швейцарский фестиваль горных фильмов), в канадском городе Банфе (Горные кино- и книжный фестивали). Самый старый фестиваль горных фильмов проходит в Тренто в Италии с 1952 года.
В своей статье Мартин Кепсер упоминал о попытках некоторых авторов расширить само понимание термина «горный фильм». Он цитировал Стефана Кёнига, который называл горным «каждый фильм, «в котором гора / горы „играют определённую роль“». Мартин Кепсер приводил примеры широко известных документальных и художественных фильмов, снятых в разных странах и в разные годы, отражающие основные принципы немецкого горного фильма эпохи Веймарской республики: «Каракорум» (фр. «Karakoram», Франция, 1938), и «Победа над Аннапурной» Марселя Ишака (фр. «Victoire sur l'Annapurna», Франция, 1950), «Покорение Эвереста» Джорджа Лоу (англ. «The Conquest of Everest», Великобритания, 1953 г.) и «Нангапарбат» Ханса Эртля (англ. «Nanga Parbat», ФРГ, Австрия, 1953).

## Художественные особенности горного фильма
В горных фильмах зритель становится активным участником экранного действия. Инновационный подход был характерен для работы оператора с камерой, экстремальные физические нагрузки актёров, а также экспериментальные техники монтажа вовлекали зрителя в действие, создавая иллюзию сопричастности героям фильма. 
Нэнси П. Ненно в немых фильмах Фанка видела конфликт между альпинизмом XIX века и массовым туризмом начала XX века. Они представляют современного городского туриста отрицательным персонажем, на фоне которого романтическая фигура 
альпиниста становится образцом для подражания. В глазах городского туриста альпийский пейзаж — уже не объект духовности и паломничества, а предмет потребления. Героиня фильма «Священная гора» резвится по полям, танцует под наигрыш пастуха, обнимает ягнёнка. Она имитирует желание туриста «приобщиться к реальной жизни», а режиссёр открыто высмеивает её наивность, рассчитывая, что аудитория распознает в ней образ городского обывателя. Также Ненно предлагала различать среди работ основателя жанра горный фильм и лыжный фильм по тому, как они представляют природный ландшафт. В лыжных фильмах альпийский пейзаж служит простым фоном для соревнований по лыжным гонкам. В горных же фильмах центральными мотивами являются самопознание и преодоление препятствий.